# Арно Клеман
Арно Клеман (фр. Arnaud Clément; Екс ан Прованс, 17. децембар 1977) је бивши француски професионални тенисер, који је свој најбољи пласман у синглу достигао 2. априла 2001. када се налазио на 10. месту АТП листе. Клеман је, у пару са сународником Лодром, освојио вимблдонску титулу у дублу 2007. године.

## Гренд слем финала

### Појединачно 1 (0-1)
| Исход  | Година | Турнир           | Подлога | Противник   | Резултат      |
| ------ | ------ | ---------------- | ------- | ----------- | ------------- |
| Финале | 2001   | Аустралијан Опен | Тврда   | Андре Агаси | 4–6, 2–6, 2–6 |

### Парови: 2 (1–1)
| Исход  | Година | Турнир           | Подлога | Партнер      | Противници             | Резултат              |
| ------ | ------ | ---------------- | ------- | ------------ | ---------------------- | --------------------- |
| Победа | 2007   | Вимблдон         | Трава   | Микаел Љодра | Боб Брајан Мајк Брајан | 6–7(5), 6–3, 6–4, 6–4 |
| Финале | 2008   | Аустралијан Опен | Тврда   | Микаел Љодра | Јонатан Ерлих Анди Рам | 5–7, 6–7(4)           |